# Handball-Verbandsliga Bayern 1995/96
Die Handball-Verbandsliga Bayern 1995/96 wurde unter dem Dach des „Bayerischen Handballverbandes“ (BHV) organisiert, sie ist die zweithöchste Spielklasse des bayerischen Landesverbandes und wird hinter der Bayernliga als fünfthöchste Liga im deutschen Ligensystem geführt.

## Saisonverlauf
Meister der Verbandsliga Nord wurde der TV Coburg-Neuses und Meister der Südgruppe war der HG Ingolstadt. Beide Clubs waren damit auch direkt für die Handball-Bayernliga 1996/97 qualifiziert. Die Aufstiegsrelegation gewann der TVO Marktredwitz, der als dritter Aufsteiger nachrückte.

### Modus
Die in Gruppe Nord und Süd eingeteilte Liga bestand aus je zwölf Mannschaften. Es wurde eine Hin- und Rückrunde gespielt. Platz eins jeder Gruppe war Staffelsieger und Direktaufsteiger in die Bayernliga. Die zweiten Plätze spielten in einer Relegation den dritten Aufsteiger aus. Die Platzierungen zehn bis zwölf jeder Gruppe waren Direktabsteiger.

## Teilnehmer
Nicht mehr dabei waren die Aufsteiger der Vorsaison Vfl Wunsiedel, ETSV 09 Landshut, TSV Unterhaching und je drei Absteiger aus der Nord- und Südgruppe. Neu dabei waren die Absteiger aus der Bayernliga TS/HR Selb, TG 1848 Kitzingen und SC Freising. Dazu kamen sechs Aufsteiger aus den Bezirksligen. 
Gruppe Nord

1. TV Coburg-Neuses

2. TVO Marktredwitz

Bereich des „Bayer. Handballverbandes“ (BHV)

- (A) Absteiger aus der Bayernliga waren die TS/HR Selb

und die TG 1848 Kitzingen
Gruppe Süd

1. HG Ingolstadt 

2. 
- (A) Absteiger aus der Bayernliga war der TVO Marktredwitz

### Aufstiegsrelegation
Die Relegation gewann der TVO Marktredwitz